# 三河大塚駅
三河大塚駅（みかわおおつかえき）は、愛知県蒲郡市大塚町端成（はじょう）にある、東海旅客鉄道（JR東海）東海道本線の駅である。駅番号はCA45。
運行形態の詳細は「東海道線 (名古屋地区)」を参照。

## 概要
当駅は蒲郡市の東の玄関であり、観光リゾートラグーナテンボスの最寄り駅である。ラグーナテンボス利用客輸送のため、土曜・休日の上り新快速のうち午前中3本のみが停車する。
当駅は海水浴客のための夏季営業の仮停車場として開業したが、地元からの請願により通年停車の常設駅に格上げされた。東海道本線としては東田子の浦駅開業以来10年ぶりの常設駅となる。また、東海道本線の常設駅をひとつの市で3つ持つのは、当時は名古屋市と蒲郡市の2市のみだった。
1988年に旧駅舎が老朽化のため改築が行われた。2004年（平成16年）にはホームと列車の段差を解消する嵩上げ工事が行われた。2005年（平成17年）7月20日、駅舎新築および地下通路の大幅な改装が完了。2005年（平成17年）8月29日、駅前のバス停およびロータリーの改装が終了し、駅前広場にケヤキの木が植樹された。ロータリー中央には開駅30周年記念碑が設置されている。
かつては海水浴客のための臨時改札口が存在したが、廃止された。上りホームには、蒲郡東高校の生徒専用の簡易な改札口（出口専用）があったが、現在は廃止された。駅舎建て替え・駅前ロータリー整備に伴い、これまで改札内にあったトイレは改札外に新築され、蒲郡市の管理下に置かれている。桜の木がホームおよび駅周辺にあったが、ホーム嵩上げ・駅舎新築・駅前ロータリー改良により伐採され、一部を残すのみになった。
ラグーナテンボス内各種イベントの利用客増加に伴い、2019年（令和元年）8月に臨時改札を新設。混雑時は通常の自動改札2通路に加え臨時改札1通路が開設される。

## 歴史
- 1952年（昭和22年）4月：東海道本線愛知御津 - 三河三谷間への駅設置請願書を大塚村長が国鉄総裁へ提出。
- 1953年（昭和28年）
  - 1月26日：駅設置請願書修正版を大塚村長が国鉄総裁へ再提出。
  - 5月25日：国鉄が季節駅として認可。
  - 6月5日：駅ホーム・取り付け道路等の工事着工。
  - 7月8日：国鉄の季節駅として開業[5]。1番列車は同年7月16日に発車。
- 1954年（昭和29年）6月21日：初代駅舎の完成。
- 1960年（昭和35年）3月1日：常設駅に昇格[6]。旅客営業のみ[5]。
- 1965年（昭和40年）8月6日：2代目駅舎、地下道、ホーム延長完成。
- 1972年（昭和47年）7月1日：業務委託駅となり、駅業務を日本交通観光社へ委託。三河三谷駅が管理駅となる。
- 1987年（昭和62年）4月1日：国鉄分割民営化により東海旅客鉄道（JR東海）の駅となる[5]。
- 1988年（昭和63年）4月1日：駅業務の委託先を東海交通事業に変更。
- 2002年（平成14年）4月：駅前広場暫定整備完了。
- 2003年（平成15年）
  - 5月16日：「三河大塚駅を育てる会」発足。
  - 9月9日：快速列車の停車、駅舎等バリアフリー化の実施要望書をJR東海へ提出。
- 2004年（平成16年）2月：プラットホームの嵩上げ完了。
- 2005年（平成17年）
  - 3月5日：快速列車の特別停車開始（土日祝日3本 / 日）。
  - 7月20日：3代目新駅舎完成。
  - 8月29日：駅前広場整備完了[7]。
- 2006年（平成18年）11月25日：TOICA導入。
- 2008年（平成20年）3月末：ホーム上屋を1両分から3両分へ延長。
- 2017年（平成29年）
  - 9月30日：JR全線きっぷうりばの営業を終了[8]。
  - 10月1日：集中旅客サービスシステム（現・お客様サポートサービス）の使用開始に伴い終日無人化[8][3]。
- 2019年（令和元年）
  - 8月19日：臨時改札新設工事開始。
  - 9月7日：TREASURE05Xラグーナビーチ公演に伴い、供用開始。

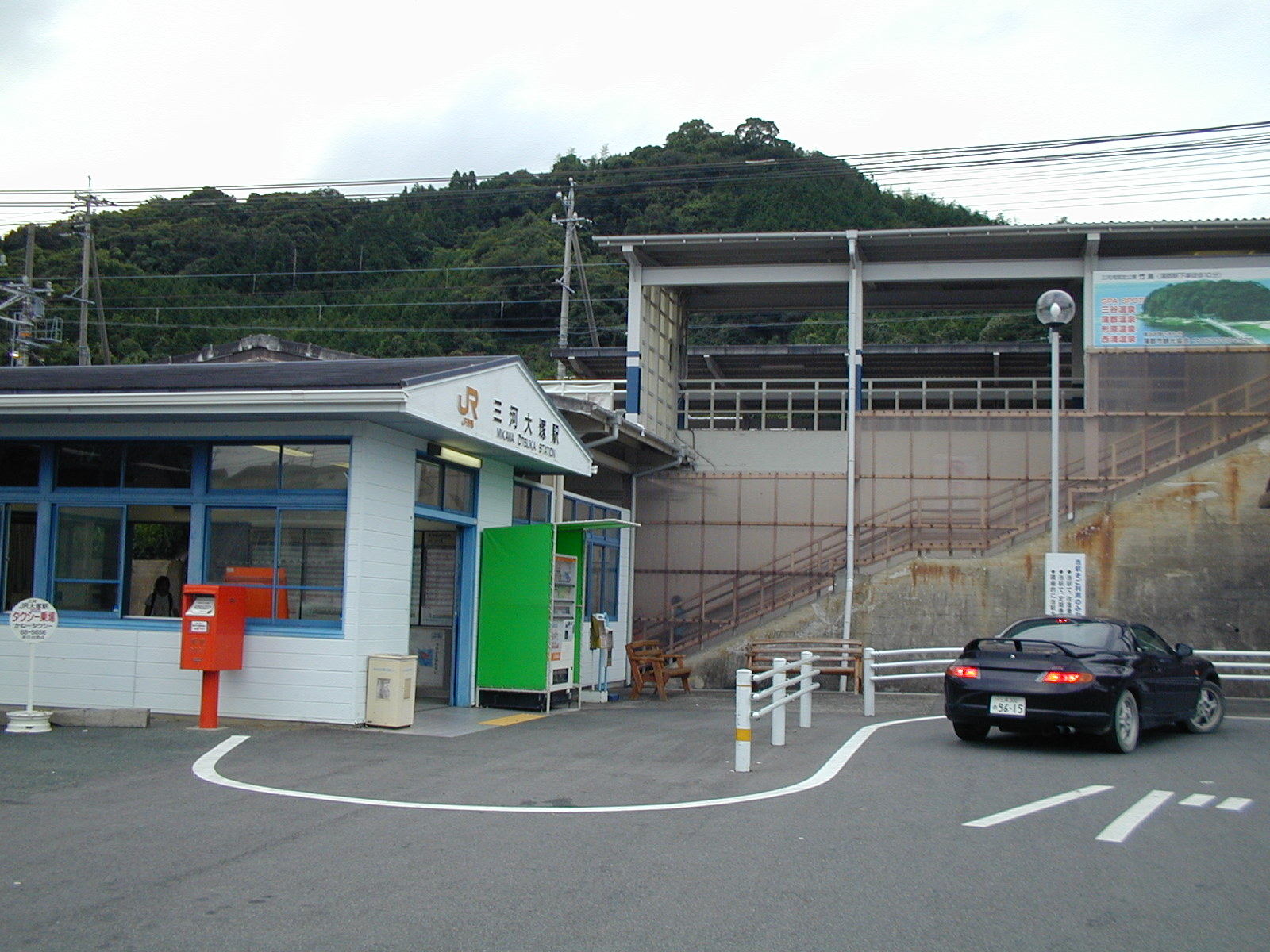
2代目駅舎（2003年8月）

## 駅構造
相対式ホーム2面2線を持つ地上駅。駅舎は地上にあるが、北側（山側）に向かって標高が高くなっているため線路は高い位置を通っている。南側（海側）に駅本屋があり、上り線と下り線のホームは地下通路でつながっている。当駅の名古屋方で東海道新幹線をオーバークロスしている。
無人駅で、蒲郡駅から遠隔管理されている。
ラグーナテンボス大規模イベント時のみ駅員が派遣される。
土休日限定で上り豊橋・浜松方面の3本のみであるが、新快速が停車する。
駅舎内には自動券売機（TOICA対応）が1台、簡易型自動改札機（TOICA対応）が2台設置されている。改札外に多機能トイレがある。また、ラグーナテンボス内大規模イベント時の混雑緩和のため臨時改札口が設けられている。

### のりば
| 番線 | 路線          | 方向 | 行先             |
| ---- | ------------- | ---- | ---------------- |
| 1    | CA 東海道本線 | 下り | 岡崎・名古屋方面 |
| 2    | CA 東海道本線 | 上り | 豊橋・浜松方面   |

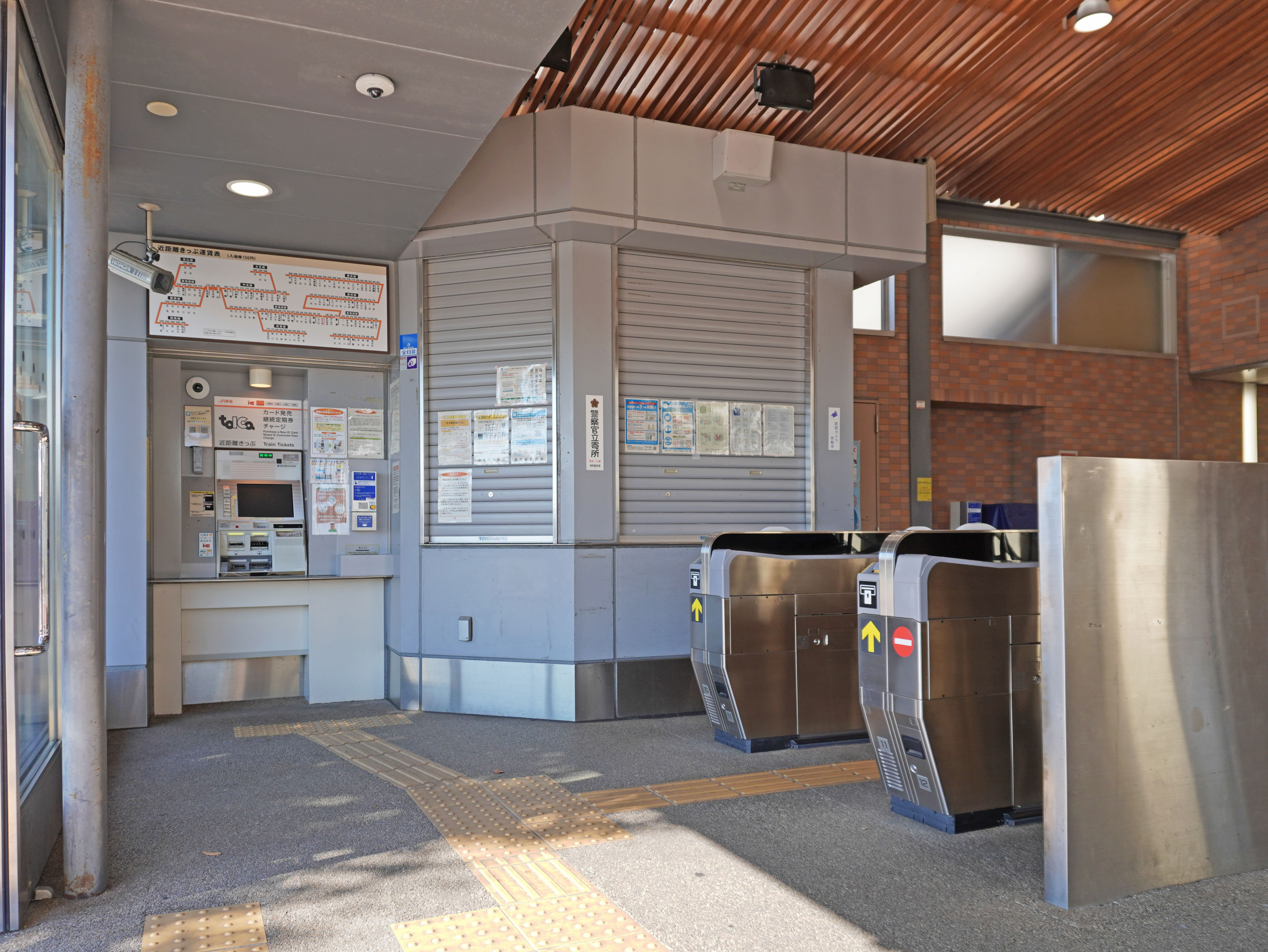
改札口（2022年10月）
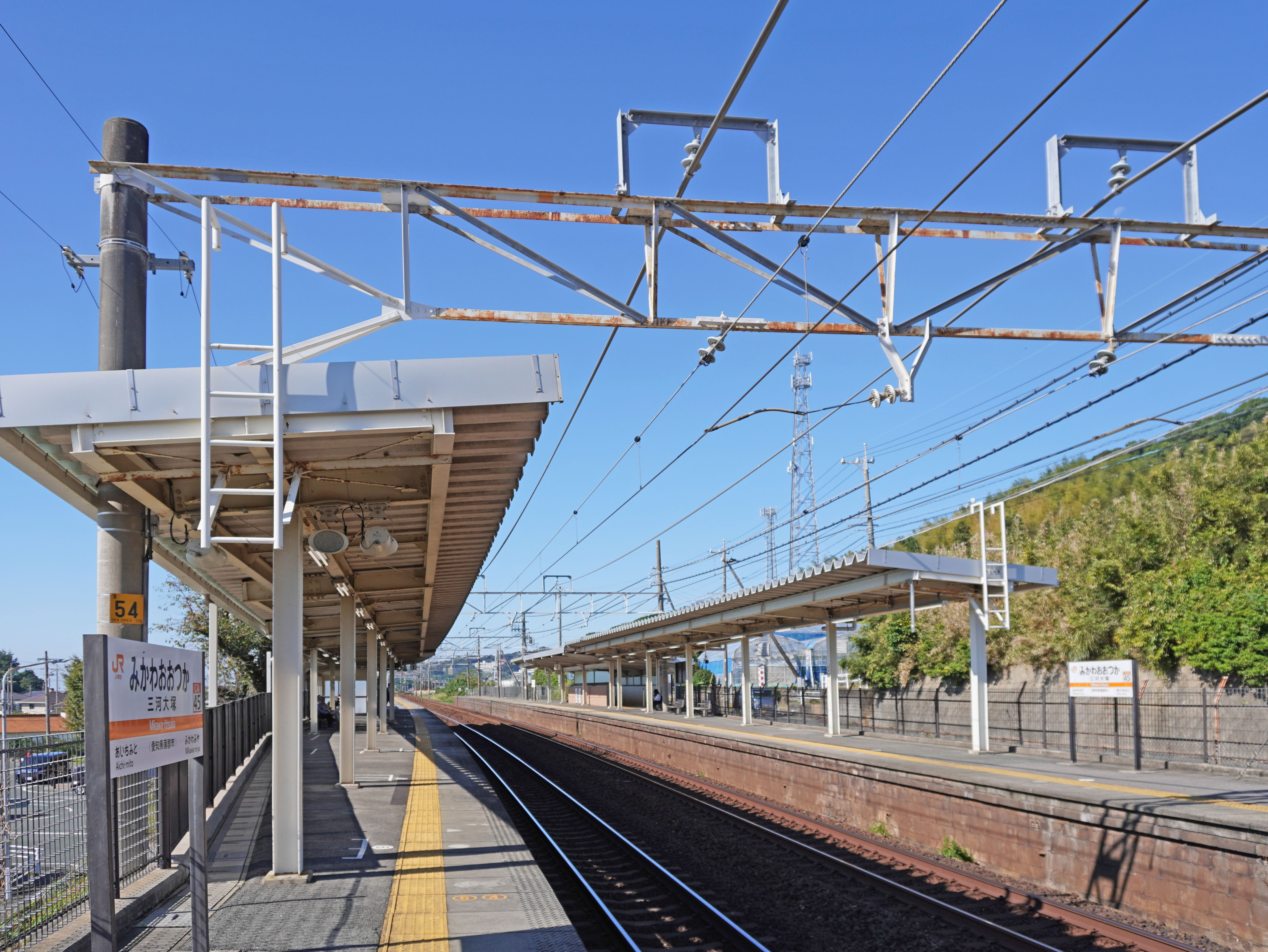
ホーム（2022年10月）
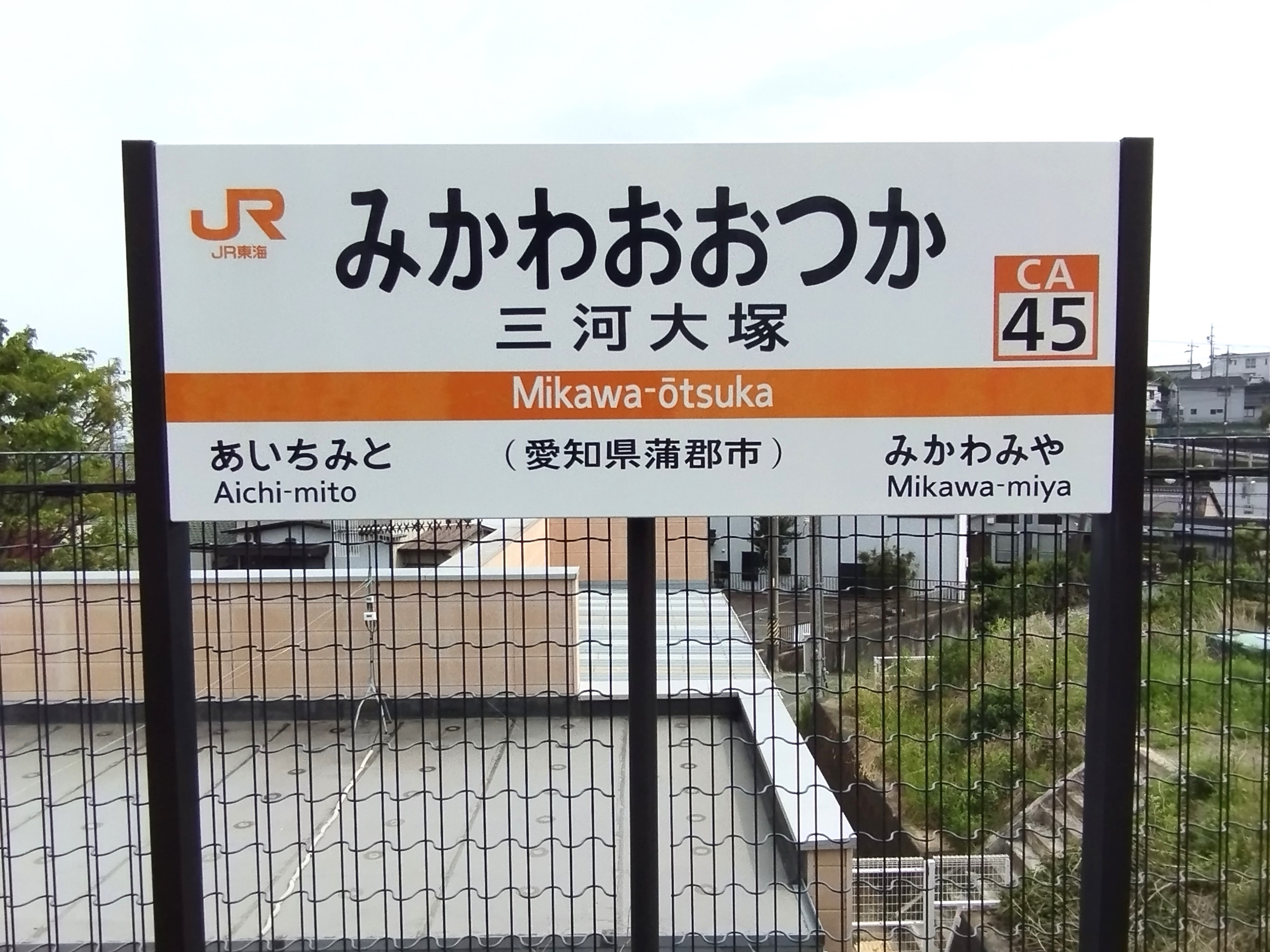
駅名標（2024年4月）

## 利用状況
「蒲郡の統計」によれば、近年の1日平均乗車人員は以下の通り。
| 年度               | 1日平均 乗車人員 |
| ------------------ | ---------------- |
| 2004年（平成16年） | 1,383            |
| 2005年（平成17年） | 1,374            |
| 2006年（平成18年） | 1,309            |
| 2007年（平成19年） | 1,294            |
| 2008年（平成20年） | 1,283            |
| 2009年（平成21年） | 1,270            |
| 2010年（平成22年） | 1,255            |
| 2011年（平成23年） | 1,264            |
| 2012年（平成24年） | 1,255            |
| 2013年（平成25年） | 1,273            |
| 2014年（平成26年） | 1,203            |
| 2015年（平成27年） | 1,214            |
| 2016年（平成28年） | 1,242            |
| 2017年（平成29年） | 1,266            |
| 2018年（平成30年） | 1,346            |
| 2019年（令和元年） | 1,357            |
| 2020年（令和02年） | 984              |
| 2021年（令和03年） | 985              |

## 駅周辺

### 道路
- 国道23号
- 相楽ヒメハルロード

### 金融機関
- 蒲郡信用金庫大塚支店
- JA蒲郡市大塚支店

### 教育機関
- 海陽中等教育学校
- 愛知県立蒲郡東高等学校
- 蒲郡市立大塚中学校
- 蒲郡市立大塚小学校

### 公共施設
- 蒲郡市大塚公民館
- おおつか児童館・東大塚いこい会館
- 蒲郡大塚郵便局
- 海陽多目的広場

### その他施設
- ラグーナテンボス
- 変なホテル ラグーナテンボス
- ホテルAZ愛知蒲郡
- ラグーナベイコート倶楽部
- SHARESラグーナ蒲郡

## バス路線
名鉄バス：「三河大塚駅」停留所
- 25・26：蒲郡市民病院前・丸山住宅方面

ラグーナテンボス無料シャトルバス
- 大規模イベント時（森、道、市場など）や蒲郡駅周辺で交通規制がある場合（蒲郡まつりなど）はラグーナテンボス無料シャトルバスの発着地が蒲郡駅から当駅へ変更となり、駅ロータリーより無料シャトルバスに乗車できる。

蒲郡市コミュニティバス「ひめはるくるりんバス」
- 右回り（火・木・土曜日）
- 左回り（火・木・土曜日）

## 隣の駅
東海旅客鉄道（JR東海）
CA 東海道本線
■特別快速・■新快速・■快速
通過
■新快速（土休日朝の上り列車の一部のみ停車）
豊橋駅 (CA42) - 三河大塚駅 (CA45) - 蒲郡駅 (CA47)
■区間快速・■普通
愛知御津駅 (CA44) - 三河大塚駅 (CA45) - 三河三谷駅 (CA46)